# 石橋 (大阪府)

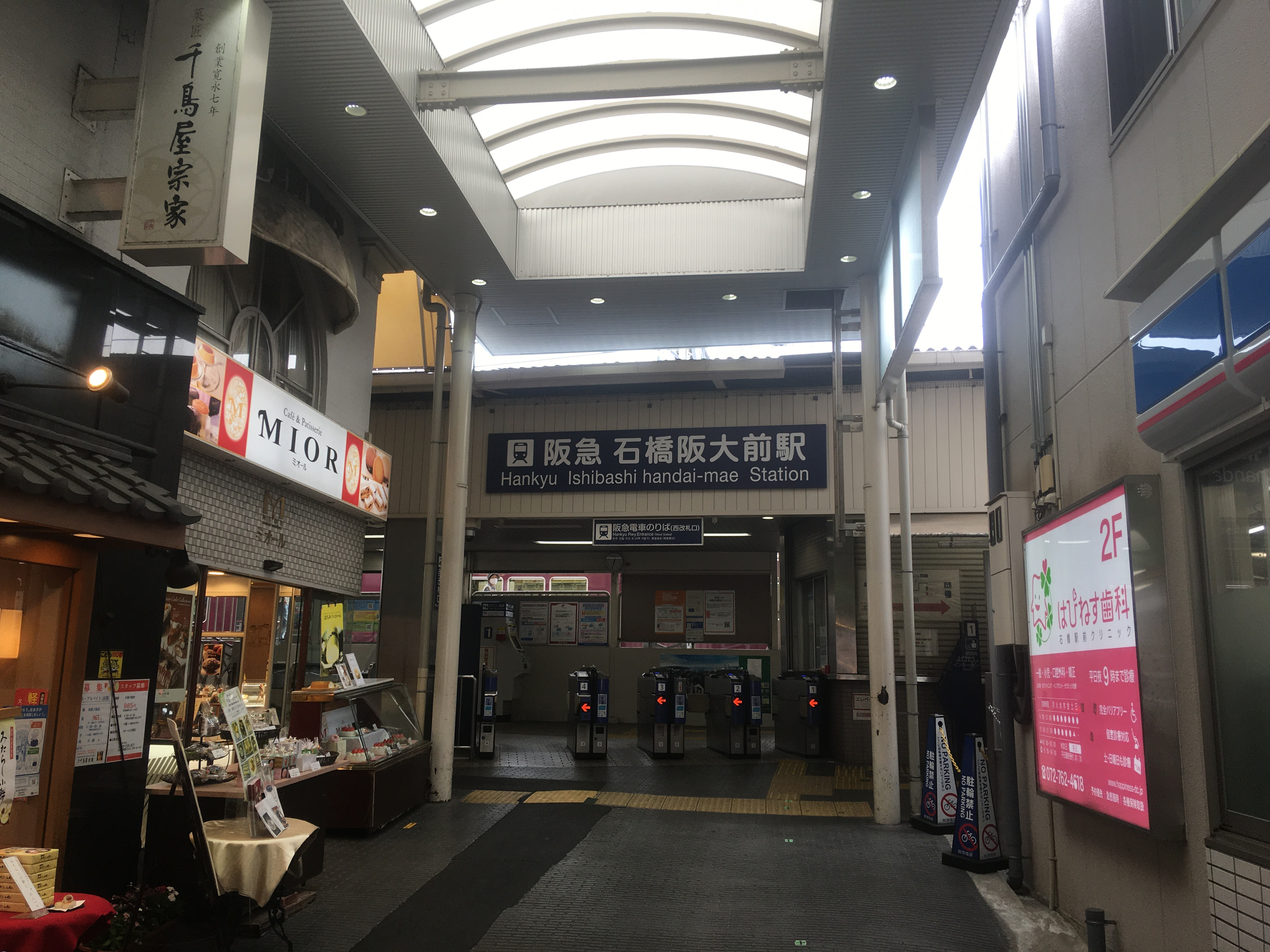
石橋阪大前駅西口

石橋（いしばし）は、大阪府池田市及び豊中市の地名。広義では周辺一帯も指す。箕面市南端部も迫っており、付近では3市が境を接している。阪急宝塚本線・箕面線が分岐し国道423号・国道176号も交差する交通の結節点。また東側の待兼山に大阪大学豊中キャンパスがあることから、学生街として賑わっている。
平成27年国勢調査（2015年10月1日現在）における世帯数は4,167、人口7,518で内男性3,682人・女性3,836人。

## 地理
池田市の南東部に位置する。北に井口堂と天神、西は住吉、東に箕面市瀬川と豊中市待兼山町、南は豊中市蛍池北町と清風荘である。阪急石橋阪大前駅の東に一丁目、西に二丁目、南に阪急宝塚本線を挟んで三丁目と四丁目である。
阪急石橋阪大前駅があり、駅前には石橋商店街がある。当地区中央を国道176号線が通る。池田市立石橋小学校と池田市立石橋南小学校の校区に含まれており、駅前から離れると閑静な住宅街が形成されている。特に三丁目は待兼山の麓に位置するため一部が待兼山風致地区に指定されている。
石橋阪大前駅の東口周辺は概して市街地の道が非常に狭く、更に駅前へタクシーや配送の商用車が乗り入れて来るため、交通上危険である。府道10号線、国道176号はともに阪急線と立体交差している。阪急の箕面線と宝塚本線は当地で平面複分岐している。石橋阪大下交差点から東へ入る細い道が阪大坂と呼ばれる坂道である。

### 地価
歴史ある高級住宅街が連続する北摂地域に位置しており、待兼山周辺や旧西国街道沿いには豪壮なる邸宅建築が多い。石橋の地価は2020年（令和2年）1月1日の公示地価によれば石橋1丁目8-4の地点で36万円/m2となっている。池田市内で最も地価が高い地区である。

## 歴史
石橋は古来から西国街道と能勢街道が交わる宿場「瀬川宿」として栄えていた。両街道の交わるところに石の橋がかかっていたため石橋と呼ばれたとされ、その石材は現在池田市立石橋南小学校の前庭に展示されている。
1910年3月10日に箕面有馬電気軌道（後の阪急）が開通した際、当地が宝塚方面と箕面方面の分岐点となり石橋（現:石橋阪大前）駅が設置されたため、鉄道の結節点としても重要な役割を担うようになった。石橋阪大前駅は、阪急の歴史で最も古い駅の一つに属する。
待兼山には1926年に旧制浪速高等学校、更に旧制大阪帝国大学学舎が設けられ、学生街・石橋の歴史が始まる。戦後に入るとこれらは統合されて新制大阪大学となり、学部も増加した。
現在西口に広がる商店街はその多くが戦前からの店舗であるが、戦後闇市が定着したものもある。
高度成長期に入ると周囲は大阪市の衛星都市と化し、人口が急増。ただ石橋近辺にも企業や学校、商業施設が多く立地しているため、一方的な昼間人口減少とはならず、石橋へ流入する逆の流れも生じた。

## 地名

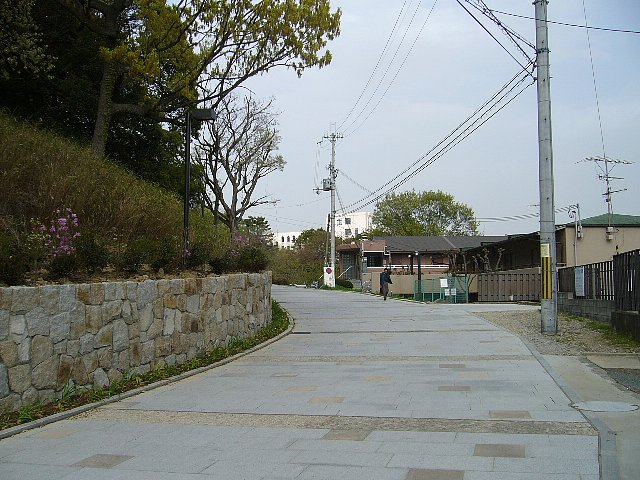
待兼山を登る阪大坂

- 池田市　石橋1 - 4丁目
- 豊中市　石橋麻田町（飛地）

## 施設
- 阪急電鉄宝塚本線石橋阪大前駅
- 石橋商店街
- ツナガリエ石橋（ダイバーシティセンターや池田市立石橋図書館、地域子育て支援拠点「わたぼうし」が入居する複合公共施設）
- 池田市立なかよしこども園
- 池田市立石橋南小学校
- がんこ寿司お屋敷池田石橋苑

## 交通

### 鉄道
- 阪急宝塚本線・箕面線　石橋阪大前駅

### バス
- 阪急石橋阪大前駅バス停
  - 池田市内線　阪急池田駅方面
  - 石橋線92系統　JR茨木駅・阪急茨木市駅方面
- 阪急石橋北口バス停
  - 1系統　住吉経由、大阪国際空港 行
  - 池田市内線　阪急池田駅方面
  - 箕面中央線82系統　呉羽の里・市立病院前経由、箕面船場阪大前駅・千里中央 行
  - 石橋線92系統　阪急石橋阪大前駅　止

いずれも、駅西口からやや離れた位置に立地する。

### 道路
- 国道171号（西国街道）
- 国道176号（能勢街道）
- 石橋駅前線[2][3]
- 石橋駅裏線[2][3]
- 石橋駅神田線[2][3]